# Vinchiaturo
Vinchiaturo község (comune) Olaszország Molise régiójában, Campobasso megyében.

## Fekvése
A megye délnyugati részén fekszik. Határai: Baranello, Busso, Campobasso, Campochiaro, Colle d’Anchise, Guardiaregia, Mirabello Sannitico és San Giuliano del Sannio.

## Története
A település eredetére vonatkozóan nincsenek pontos adatok, de a longobárd időkben már létezett. Ekkor Molise grófjainak birtoka volt. A következő századokban különböző nemesi családok birtokolták. A régészeti kutatások rávilágítottak, hogy már az ókorban, a szamniszok idején lakott terület volt. A 19. században nyerte el önállóságát, amikor a Nápolyi Királyságban felszámolták a feudalizmust.

## Népessége
A népesség számának alakulása:

## Főbb látnivalói
- Fontana dei 4 Leoni (díszkút)
- San Bernardino-templom
- Santa Croce-templom
- Madonna del Purgatorio-templom
- Santa Maria di Guglieto bencés kolostor